# 日置貴之 (プロデューサー)
日置 貴之（ひおき たかゆき、1974年 - ）は、日本のスポーツチームの経営者、スポーツビジネスコンサルタント、スポーツイベントプロデューサー、実業家。スポーツブランディングジャパン株式会社代表取締役。イージープロダクション株式会社取締役。アジアリーグアイスホッケーのH.C.栃木日光アイスバックスのCOOを務める。2020年東京オリンピックの開会式と閉会式では、エグゼクティブプロデューサーを務めた。国内外の数多くのプロスポーツチームやリーグ、連盟などのアドバイザーとして活躍している。Jリーグクラブ株式会社セレッソ大阪の代表取締役社長。

## 経歴
都立西高校卒業、上智大学文学部新聞学科へ進学、1998年に株式会社博報堂に入社。その後FIFA Marketing AG（FIFAの子会社）に転職し、2002FIFA WORLD CUPKOREA/JAPANのマーケティング業務を行う。
2003年に独立し、スポーツマーケティングジャパンを設立。日本国内外のスポーツ団体と提携し、イベント運営、事業コンサルティング、放映権販売などを行う。スポーツマーケティングジャパン社公式サイトによれば、日置はセリエA、NFL、NBA、WWE、UFCの日本におけるマーケティングやデジタルメディアの業務を行った。2018年時点ではESPN、ブリザード・エンターテイメント（eスポーツ）などの日本事業パートナーとしても活動している。
2004年には日本ハムファイターズの北海道移転におけるブランディングを行う。以後も同球団のブランディング、ミッションビジョン開発やユニフォームデザイン開発、ファン・エンゲージメント業務などの事業で携わっている。
北京オリンピック野球競技の予選大会で放送とマーケティングの責任者を務めた。
2010年より、プロアイスホッケークラブであるH.C.栃木日光アイスバックスの運営会社である栃木ユナイテッドの取締役兼マネージングディレクターを務める。代表取締役のセルジオ越後が、スポーツマーケティングのプロとして招聘したものといい、チームの再建およびリーグの再建に携わる。
2014年より東京オリンピック・パラリンピック競技大会組織委員会に関わる。2015年より東京オリンピック・パラリンピック競技大会組織委員会の開閉会式のエグゼクティブロデューサーを務める。2016年リオデジャネイロオリンピック閉会式では、フラッグハンドオーバーのチーフプロデューサーも務めた。
また、スポーツに特化したライブ中継の制作会社「Easy Production」、プロ野球のファームを中心としたライブ配信サービス「イージースポーツ」を運営する。
2020年東京オリンピックの開会式と閉会式では、エグゼクティブプロデューサーを務めた。
2020年8月、HALF TIME株式会社のアドバイザーに就任。
2021年4月、DX時代のスポーツ産業の振興とスポーツエコシステムの確立を目的とする、スポーツエコシステム推進協議会のアドバイザリーボードに就任。
2022年よりリーグワンに所属するNTTドコモレッドハリケーンズ大阪のアドバイザーとなり、集客やプロモーション企画、メディア戦略など事業全般のアドバイザーを務めている。
2025年4月1日、Jリーグクラブ株式会社セレッソ大阪の代表取締役社長に就任。